# Fadi Moghaizel
 (octobre 2019).
Si vous disposez d'ouvrages ou d'articles de référence ou si vous connaissez des sites web de qualité traitant du thème abordé ici, merci de compléter l'article en donnant les références utiles à sa vérifiabilité et en les liant à la section « Notes et références ».
Fadi Moghaizel (né en 1963) est un homme politique et juriste libanais.

## Biographie
Après des études en droit à l’université Saint-Joseph de Beyrouth puis à l’université de Londres, il accède au barreau de Beyrouth en 1985.
Il dirige aujourd’hui une grande firme d’avocats au Liban ainsi que la Fondation Joseph et Laure Moghaizel.
En 1996, un an après la mort de son père, l’ancien député et ministre Joseph Moghaizel, il se présente aux élections législatives à Beyrouth pour le siège grec-catholique, sur la liste de Salim El-Hoss, mais est battu par Michel Pharaon, candidat soutenu par Rafiq Hariri.